# レオン・ベノワ
レオン・ベノワ（ベヌア、Leon Benois、1856年8月23日-1928年2月8日）は、ロシアの建築家。アレクサンドル・ベノワは実弟。後期折衷様式期を代表する人物で、作品は個性的な表現が乏しいと評価されていたが、建物としての技術方面と芸術としての作品完成度は高い評価を受けている。

## 経歴
1856年、ペテルゴフ生まれ。1879年にロシア芸術アカデミー（現・サンクトペテルブルク美術大学）を卒業し、父のニコラ・ベノワに師事した。実務修行として、ヨーロッパにおいて3年間研修を受ける。その後実務のかたわら、母校芸術アカデミーで、多くの人材育成にも当たった。

## 家族・親族
- 父：ニコラ・ベノワは建築家。
- 弟：アレクサンドル・ベノワ

## 代表作
- ペトロパーヴロフスク要塞内の皇帝家墓
- 保険会社ロシア・ビル
- ダルムシュタットのロシア正教会
- ハンブルクのロシア正教会